# Lago Syamozero
El lago Syamozero (en ruso: Сямозеро; en finés: Säämäjärvi y en carelio: Seämärvi) es un lago de agua dulce localizado en Carelia, Rusia. Tiene una extensión de 265−270 km² y una profundidad de 24 m. En el interior hay un grupo de islotes.
El lago forma parte de la cuenca del río Shuya, el cual desemboca en el lago Onega.
La principal economía del Syamozero es la pesca comercial, transporte de madera y abastecimiento de agua.